# Eaux-Puiseaux
Eaux-Puiseaux é uma comuna francesa na região administrativa de Grande Leste, no departamento de Aube. Estende-se por uma área de 8,61 km². Em 2010 a comuna tinha 266 habitantes (densidade: 30,9 hab./km²).